# Milica-Przylesie
Milica-Przylesie – osiedle administracyjne Skarżyska-Kamiennej. Obejmuje obszar pomiędzy drogą krajową nr 7, ulicą Paryską, ulicą Krasińskiego i aleją Piłsudskiego. Osiedle o zabudowie wielorodzinnej, powstałe w pierwszej połowie lat 50. XX wieku w miejscu dawnej wsi Milica. Jest przykładem architektury socrealistycznej, bazującej na budownictwie radzieckim.

## Zasięg terytorialny
Osiedle obejmuje swoim zasięgiem następujące ulice:
- Apteczna
- Konarskiego (numery nieparzyste od 33 do 37)
- Krasińskiego (numery nieparzyste od 9 do końca)
- Norwida
- Paryska (numery nieparzyste od 153 do końca)
- Piłsudskiego (numery parzyste od 2 do 14 oraz od 24 do 34, numery nieparzyste od 15 do 39)
- Południowa
- Popiełuszki (numery parzyste od 12 do końca, numery nieparzyste od 11 do końca)
- Prusa
- Sikorskiego

## Historia
Pod koniec lat 40. XX w. liczba mieszkańców Skarżyska-Kamiennej zaczęła gwałtownie rosnąć w związku z nowymi planami gospodarczymi, zakładającymi forsowne uprzemysłowienie kraju. Dodatkowo, zaostrzająca się sytuacja międzynarodowa (eskalacja zimnej wojny) wpłynęła na militaryzację gospodarki, powodując wzrost produkcji i zatrudnienia głównie w Zakładach Metalowych. Zapotrzebowanie na mieszkania dla pracowników zakładów zbrojeniowych stało się przyczyną powstania skarżyskiego osiedla Milica. W roku 1949 podłożono kamień węgielny pod powstanie osiedla, a budowę zakończono w 1955 roku. Milica była wtedy największym, zbudowanym po wojnie, osiedlem w województwie kieleckim. Projektantem osiedla był Zbigniew Filipow  (ur. 17 marca 1921 r. w Łodzi - zm. 1998). Studia ukończył w 1952 roku na Wydziale Architektury Politechniki Warszawskiej. Od maja 1947 roku był pracownikiem III Pracowni Architektonicznej Warszawskiej Spółdzielni Mieszkaniowej, a po utworzeniu w 1948 roku Zakładu Osiedli Robotniczych (ZOR), początkowo pracował w nim jako pomoc techniczna, a później już na stanowisku samodzielnego projektanta. W 1950 roku został generalnym projektantem osiedla Skarżysko-Milica, którego koncepcja powstała w ZOR-owskiej pracowni Miastoprojektu. Zgodnie z założeniem nowe osiedle miało wyznaczyć kierunek rozbudowy istniejącego miasta. Nowe budownictwo miało być zlokalizowane w ten sposób aby łączyło się terenowo i funkcjonalnie z istniejącym ośrodkiem, rozszerzało tereny osiedleńcze oraz uformowało centrum miasta. Co istotne, istniejąca już zabudowa miasta miała stać się bardziej peryferyjną dzielnicą. W ten sposób chciano "przerzucić" punkt ciężkości ośrodka ze starego Skarżyska na nową Milicę. Ostatecznie na blisko 40 ha powierzchni stanęło 89 budynków mieszkalnych i 16 obiektów użyteczności publicznej. W kolejnych latach powstały budynki związane z planem przestrzennym osiedla. Szkoła Podstawowa nr 5 została otwarta w 1958 roku, a Miejskie Centrum Kultury w roku 1959.
Od roku 2011 osiedle Milica uznawane jest za atrakcję turystyczną. Utworzono trasę turystyczną, by przybliżyć mieszkańcom i turystom sekrety lokalnej architektury. Dwa główne punkty trasy tworzą schrony pod Szkołą Podstawową nr 5 i pod Miejskim Centrum Kultury. Pokonywanie trasy nie wymaga przewodnika. Inaczej jest ze zwiedzeniem schronów. Stworzenie tej trasy jest częścią projektu Stowarzyszenia „PraOsada Rydno” i MCK w Skarżysku-Kamiennej. Pod koniec 2009 roku ukończono też budowę odnowionej fontanny przy ulicy Norwida.

## Architektura
Budowa osiedla Milica była objęta nadzorem Terenowej Obrony Przeciwlotniczej, a plany infrastruktury ochronnej były utajnione. Milica miała spełniać funkcję obronną oraz stanowić schronienie dla tysięcy ludzi. Osiedle posiadało niezależną sieć ciepłowniczą i wodociągowo-kanalizacyjną. Miało m.in. własną przychodnię, przedszkole i pocztę. Budynki stanowiły zwartą zabudowę. Bloki były ustawione dookoła, przejścia między nimi były wąskie, a wejścia do klatek znajdowały się po wewnętrznej stronie. Budynki cechowały się też spadzistymi dachami. Pod budynkami na tym terenie powstały schrony, które mogły pomieścić kilka tysięcy osób. Wodę zapewniały zbiorniki, z których największy zbudowano pod fontanną przy skrzyżowaniu ulic Norwida i Sikorskiego. W bliskim otoczeniu osiedla znajdowały się dwa budynki,  pod którymi powstały schrony. Pierwszy, pod budynkiem Szkoły Podstawowej nr 5, mógł pomieścić 170 osób. Pod szkołą mieścił się punkt dowodzenia miastem. Dwa kolejne, pod Miejskim Centrum Kultury, mogły zapewnić schronienie łącznie 300 osobom. 